# María Felipe y Pajares
María Felipe y Pajares (n. Trijueque, Guadalajara, España; 1848 - f. San Sebastián, Guipúzcoa, España; 1913) fue una profesora y pedagoga española de finales del siglo XIX.

## Biografía
María Patricia Felipe y Pajares nació el 21 de mayo de 1848 en el seno de una familia de la burguesía agraria de la provincia de Guadalajara, siendo la segunda de cuatro hermanas. Cursó estudios en la Escuela Normal Superior de Guadalajara, donde alcanzó los grados de maestra de primera enseñanza elemental (1867) y superior (1868). Tras ejercer de maestra en Ledanca (por concurso) y Marchamalo (por oposición), en 1873 aprobó, con el número uno, las oposiciones para maestra de la escuela primaria de la Casa Galera de Alcalá de Henares (Madrid), centro correccional de mujeres, donde ejerció durante trece años, cesando cuando la gestión del establecimiento pasó a manos de las Hermanas de la Caridad. Durante su estancia en esta población madrileña participó en la creación de la Escuela Dominical de la que fue maestra con carácter voluntario. Posteriormente fue maestra de la escuela elemental de Manzanares (Ciudad Real) siendo nombrada en 1898 maestra de la Escuela Peña florida de San Sebastián (Guipúzcoa) donde desarrolló su labor educativa hasta su fallecimiento el 5 de agosto de 1913.

## Obra
Adscrita a los movimientos de renovación pedagógica que recorrieron España a finales del siglo XIX, fue conferenciante, pedagoga y miembro de la Real Asociación de Escuelas Dominicales, obteniendo a lo largo de su carrera dos Votos de Gracias del Ayuntamiento de San Sebastián y otro por parte de la Junta Provincial de 1ª Enseñanza de Guipúzcoa en agradecimiento por su labor pedagógica. 
Habiendo publicando varios libros, la mayoría no han llegado a nosotros. No obstante, recientemente la Koldo Mitxelena Kulturunea, dependiente de la Diputación Foral de Guipúzcoa, ha adquirido un ejemplar de “Medios de conservar la disciplina en una escuela sin necesidad de castigos corporales”, editado en 1898, y que corresponde a la disertación que ofreció en el ciclo de Conferencias Pedagógicas de ese año en San Sebastián.